# Håndtryk
Et håndtryk er en fysisk gestus, hvor to personer griber hinandens højre hånd med en bestemt mængde kraft og ryster den op og ned som et tegn på velkomst, respekt eller aftale. Håndtrykket er en almindelig social praksis i mange kulturer og bruges ofte i formelle sammenhænge som forretningsmøder, jobsamtaler eller som en generel hilsen. Det siges at have sin oprindelse i oldtidens Grækenland som en gestus for at vise, at man ikke bar våben og havde fredelige intentioner.[kilde mangler]
"I den romerske bryllupsceremoni gav brud og brudgom hverandre højre hånd (dextrarum junctio)".